# Sasunaga
Sasunaga là một chi bướm đêm thuộc họ Noctuidae.

## Loài
- Sasunaga apiciplaga Warren, 1912
- Sasunaga interrupta Warren, 1912
- Sasunaga leucorina (Hampson, 1908)
- Sasunaga longiplaga Warren, 1912
- Sasunaga oenistis (Hampson, 1908)
- Sasunaga tenebrosa (Moore, 1867)
- Sasunaga tomaniiviensis Robinson, 1975